# Pultenaea trifida
Pultenaea trifida är en ärtväxtart som beskrevs av John McConnell Black. Pultenaea trifida ingår i släktet Pultenaea och familjen ärtväxter. Inga underarter finns listade i Catalogue of Life.